# Monastero di San Giovanni Evangelista (Pratovecchio)
Il monastero di San Giovanni Evangelista, con la chiesa annessa, è un edificio sacro che si trova in piazza Landino 20, a Pratovecchio.

## Storia e descrizione
Il monastero fu istituito nel 1134 dal conte Guido Guidi e dalla madre Imilia tramite Azzone, priore di Camaldoli e fu organizzato da un gruppo di monache provenienti dal mugellano Monastero di San Pietro di Luco, che si stabilirono presso Santa Maria a Poppiena fuori dall'abitato. Già nel 1143 però, il primo cenobio intitolato a San Salvatore e retto dalla contessa Sofia figlia di Imilia, si trasferì entro il castello di Pratovecchio per poi trasferirsi nel palazzo dei conti Guidi presso il cassero, dedicandolo a San Giovanni Evangelista. La chiesa fu rinnovata nel XVIII secolo.
Il Monastero e la chiesa affacciano su un cortile. La facciata di quest'ultima è decorata da affreschi architettonici databili ai primi del Novecento, ed ha un portale con timpano spezzato ed una piccola finestra in alto.

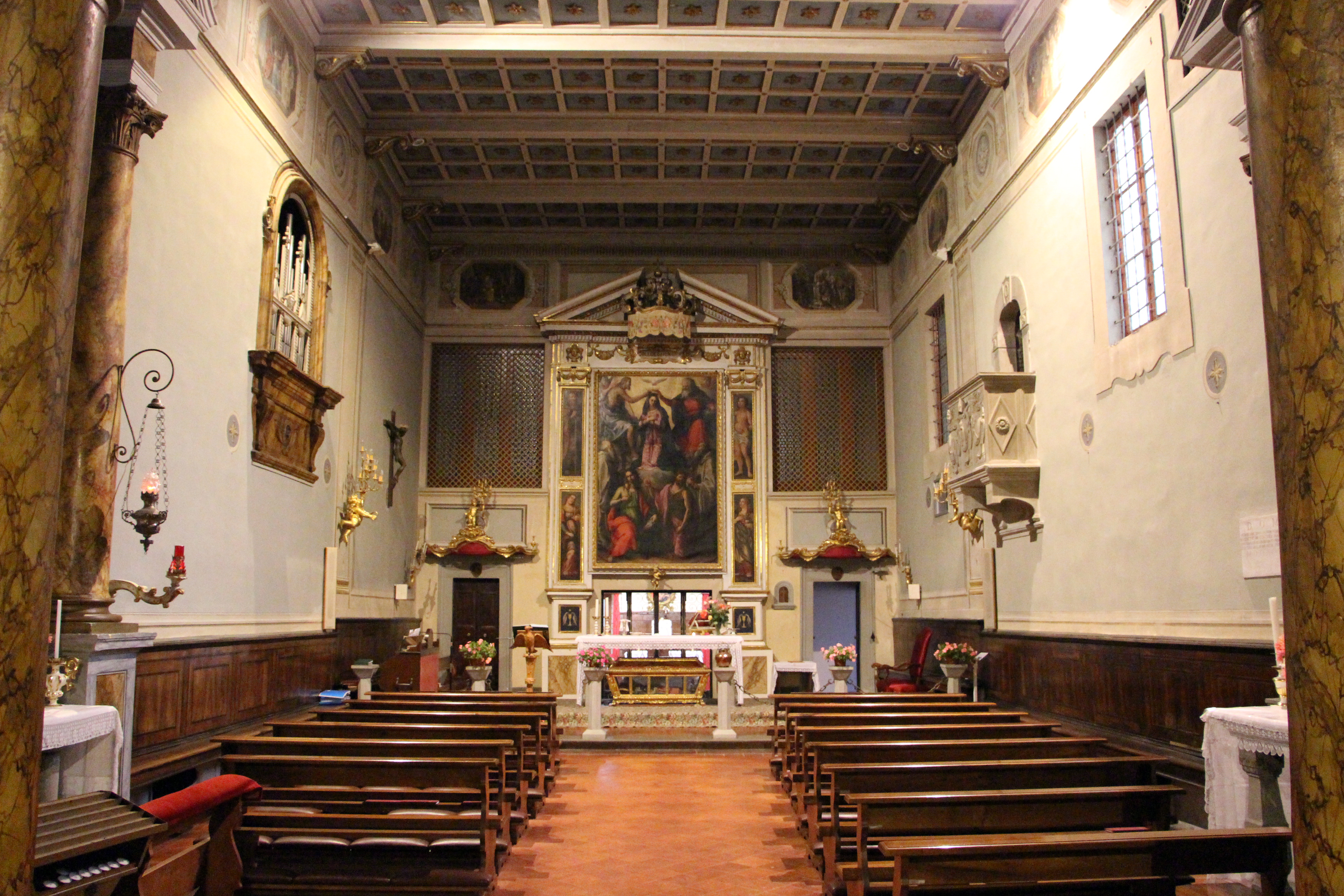
Interno della chiesa

L'interno, a navata unica con soffitto a cassettoni policromi, presenta, sopra la porta d'ingresso, il coro sorretto da tre archi e due colonne di pietra. Ai lati sono due altari laterali in stucco, dei quali quello a destra presenta tradizionali forme tardo manieriste, mentre quello di sinistra, di maggiore fantasia decorativa barocca, corredato anche di figure, è probabilmente opera di maestranze settentrionali, forse ticinesi, operanti nel territorio. All'altare laterale di destra è una copia della Visione di San Romualdo di Andrea Sacchi, mentre a quello di sinistra, in un ovale, è la Madonna Assunta, interessante opera del cosiddetto Maestro di Pratovecchio, databile agli anni sessanta del Quattrocento, parte di un trittico i cui laterali si trovano dal 1857 alla National Gallery di Londra. La tavola è i 

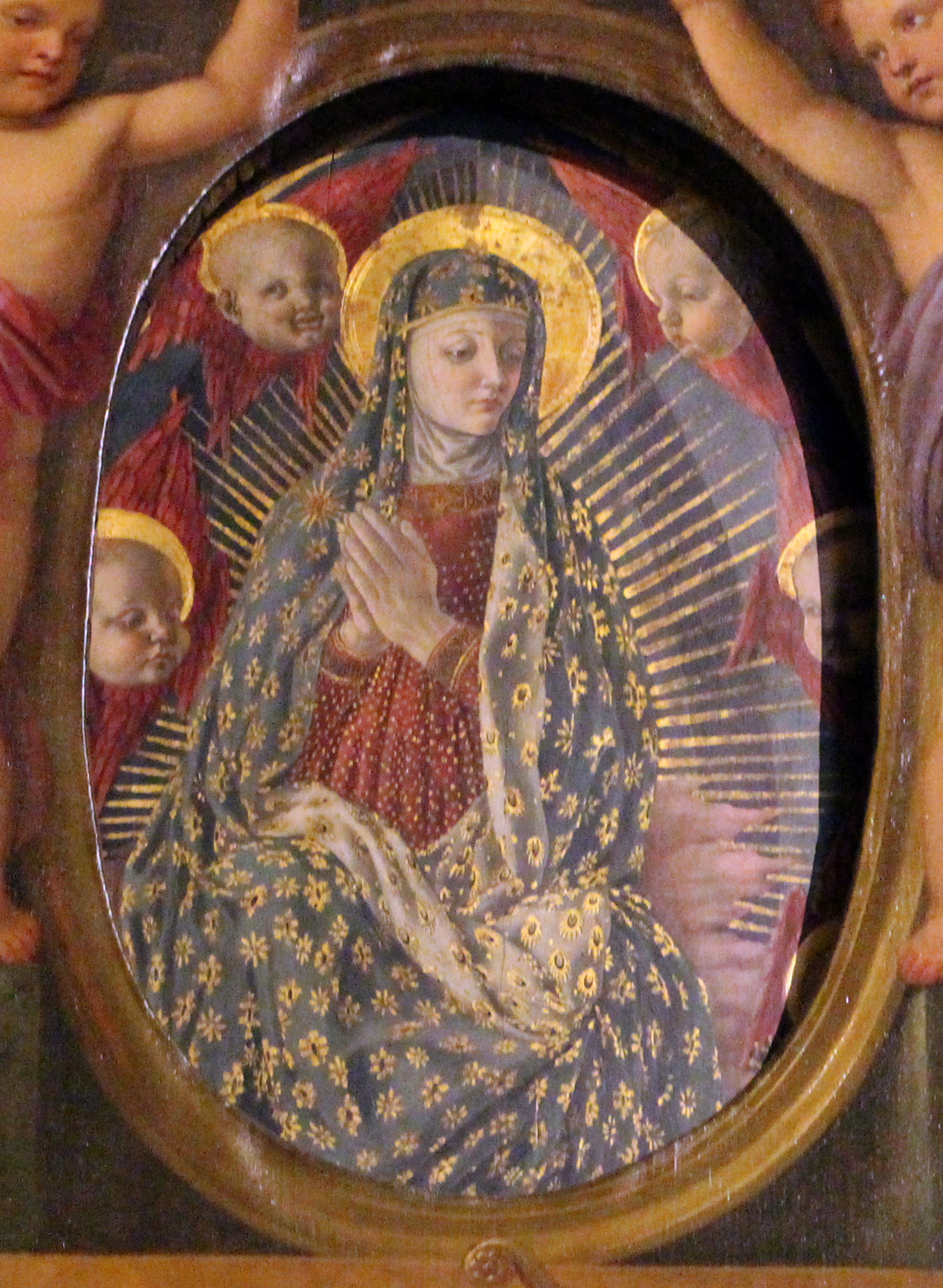
Maestro di pratovecchio, Madonna assunta, 1450 ca.

ncorniciata da una tela ottocentesca anonima che raffigura San Romualdo che indica la Vergine a due giovani monaci inginocchiati alla presenza di una monaca e due Angeli. 
Dietro l'altare maggiore è collocata la grande pala con l'Incoronazione della Vergine da parte della Trinità e i santi Giovanni Battista, Giovanni Evangelista, Romualdo e Benedetto, di Giovanni Bizzelli, firmata e datata 1600, inserita in una cornice settecentesca che comprende anche i laterali con Santi che sono invece attribuiti ad un pittore non ancora identificato della prima metà del Cinquecento. 
Nel Monastero è custodita una pala di Jacopo Vignali con San Pietro che guarisce lo storpio identificata con quella dell'altare della Cappella di San Quintino della Badia a Settimo, del 1629-30 circa.